# Pérová váha
Pérová váha (anglicky featherweight) je váhová kategorie v některých bojových sportech, která následuje po bantamové a předchází lehké váze.

## Box
V boxu se do pérové váhy zahrnují bojovníci (bojovníčci) mezi 54–57 kg.

## Kickboxing
V kickboxu se do pérové váhy obvykle řadí bojovníci, kteří váží 55–59 kg.

## Mixed Martial Arts
V MMA má každá organizace jiný systém třídění:
- Ultimate Fighting Championship – ≤66 kg
- Shooto – ≤60 kg
- World Victory Road – ≤66 kg
- Dream – ≤65 kg